# Guido Manusardi
Guido Manusardi (* 3. Dezember 1935 in Chiavenna) ist ein italienischer Jazz-Pianist und Komponist.
Manusardis Mutter war Lehrerin an einem Konservatorium und wurde von seinen Eltern musikalisch gefördert. Mit fünfzehn Jahren begann er seine Musikerkarriere und trat öffentlich mit klassischen Sonaten und Jazzimprovisationen auf. Zwischen 1960 und 1967 arbeitete er hauptsächlich in Schweden. Er lebte dann sieben Jahre in Bukarest; mit Dan Mândrilă und Johnny Răducanu spielte er Blues For Vali, das erste rumänische Free-Jazz-Album ein. 1977 trat er auf den Jazzfestivals in Ljubljana und Warschau auf, 1978 auf dem Montreux Jazz Festival. Bei einem Aufenthalt in Stockholm lernte Manusardi den Bassisten Red Mitchell kennen, mit dem er in den folgenden Jahren häufig zusammenarbeiten sollte. 1985 nahm er im Trio mit Isla Eckinger und Ed Thigpen für Soul Note das Album Downtown auf; 1988 spielte er mit Red Mitchell im Duo (Together Again) und 1990 im Trio mit dem Bassisten Eddie Gomez und dem Schlagzeuger Gianni Cazzola (So That).
1996 nahm Manusardi in erweiterter Besetzung das Album The Village Fair auf; die Autoren Cook und Morton bezeichnen seine Einbeziehung der rumänischen Volksmusik in den zeitgenössischen Jazz als „Manusardis Triumph“, Mitwirkende waren Paolo Fresu, Gianluigi Trovesi, Furio Di Castri und Roberto Gatto.
1997 war Manusardi künstlerischer Leiter des Valtellina Jazz Festival; 1999 leitete er einen Workshop im Rahmen des Festivals Musica Viva. Im Jahr 2000 spielte Manusardi auf Einladung des Museum of Contemporary Art, Los Angeles mit Billy Higgins und Trevor Ware (Live at the Hot Spot).
Manusardi arbeitete im Laufe seiner Karriere außerdem mit Roy Eldridge, Bobby Hackett, Art Farmer, Don Byas, Dexter Gordon, Tootie Heath, Slide Hampton, Johnny Griffin, Lee Konitz, Jimmy Cobb, Jerry Bergonzi, Victor Lewis, Cecil Payne, Shelly Manne, Booker Ervin, Joe Venuti, Curtis Fuller, Kai Winding, Jimmy Owens, Lou Donaldson, Joe Morello, Art Taylor, Hal Singer, Lennart Åberg, Zbigniew Namysłowski und Niels-Henning Ørsted Pedersen.

## Diskographische Hinweise
- Live Recorded at the Lubiana Jazz Festival (1977)
- Downtown (Soul Note, 1985)
- Outstanding! (Splasc(h), 1986–90) mit Piero Leveratto, Luigi Bonafede
- Together Again (Soul Note, 1988) mit Red Mitchell
- So That (Splasc(h), 1990)
- Concerto (Splasc(h), 1990) solo
- The Village Fair (Soul Note, 1996)
- Doina (Soul Note, 2000)
- The Woodpecker (Splasc(h), 2000)
- Live at the Jazz Spot (Splasc(h), 2000)